# Tro Bro Leon 2023
La Tro Bro Leon 2023 fou la 39a edició de la Tro Bro Leon. La cursa es disputà el 7 de maig de 2023 amb un recorregut de 204,1 km. La cursa formava part de l'UCI ProSeries 2023, en la categoria 1.Pro. La cursa també formava part de la Copa de França de ciclisme. El vencedor final fou Giacomo Nizzolo (Israel-Premier Tech), que s'imposà a l'esprint a Arnaud De Lie (Lotto Dstny i Nils Eekhoff (Team DSM).

## Equips
L'organització convidà a 21 equips a prendre part en aquesta cursa.
| WorldTeams (6)- AG2R Citroën Team - Cofidis - Groupama-FDJ - Intermarché-Circus-Wanty - Arkéa-Samsic - Team DSM ProTeams (13)- Bingoal WB - Bolton Equities Black Spoke Pro Cycling - Burgos-BH - Caja Rural-Seguros RGA - Equipo Kern Pharma - Euskaltel-Euskadi - Human Powered Health - Israel-Premier Tech - Lotto Dstny - Q36.5 Pro Cycling Team - Team Flanders-Baloise - TotalEnergies - Uno-X Pro Cycling Team Equips continentals (3)- CIC U Nantes Atlantique - Nice Métropole Côte d'Azur - Saint Michel-Mavic-Auber 93 |
| |

## Classificació final
| \| Classificació general \| Classificació general \| Classificació general \| Classificació general \| Classificació general \| \| Corredor \| Corredor \| Equip \| Temps \| \| \| --------------------- \| --------------------- \| --------------------------- \| --------------------- \| --------------------- \| \| 1r \| Giacomo Nizzolo \| Israel-Premier Tech \| 4h 50' 52" \| \| \| 2n \| Arnaud De Lie \| Lotto Dstny \| + 0" \| \| \| 3r \| Nils Eekhoff \| Team DSM \| + 0" \| \| \| 4t \| Eddy Finé \| Cofidis \| + 0" \| \| \| 5è \| Rasmus Tiller \| Uno-X Pro Cycling Team \| + 0" \| \| \| 6è \| Clément Venturini \| AG2R Citroën Team \| + 0" \| \| \| 7è \| Laurent Pichon \| Arkéa-Samsic \| + 0" \| \| \| 8è \| Florian Vermeersch \| Lotto Dstny \| + 5" \| \| \| 9è \| Thomas Gachignard \| Saint Michel-Mavic-Auber 93 \| + 5" \| \| \| 10è \| Samuel Watson \| Groupama-FDJ \| + 5" \| \| |                    |                             |            |
| |                    |                             |            |
| Font: ProCyclingStats |                    |                             |            |
| Classificació general |                    |                             |            |
| Corredor | Corredor           | Equip                       | Temps      |
| 1r | Giacomo Nizzolo    | Israel-Premier Tech         | 4h 50' 52" |
| 2n | Arnaud De Lie      | Lotto Dstny                 | + 0"       |
| 3r | Nils Eekhoff       | Team DSM                    | + 0"       |
| 4t | Eddy Finé          | Cofidis                     | + 0"       |
| 5è | Rasmus Tiller      | Uno-X Pro Cycling Team      | + 0"       |
| 6è | Clément Venturini  | AG2R Citroën Team           | + 0"       |
| 7è | Laurent Pichon     | Arkéa-Samsic                | + 0"       |
| 8è | Florian Vermeersch | Lotto Dstny                 | + 5"       |
| 9è | Thomas Gachignard  | Saint Michel-Mavic-Auber 93 | + 5"       |
| 10è | Samuel Watson      | Groupama-FDJ                | + 5"       |